# Limnophora saeva
Limnophora saeva är en tvåvingeart som först beskrevs av Christian Rudolph Wilhelm Wiedemann 1830.  Limnophora saeva ingår i släktet Limnophora och familjen husflugor. Inga underarter finns listade i Catalogue of Life.